# Domenico Bianchini
Domenico Bianchini, noto anche come Bianchini veneziano, il Rossetto o il Rosso per il colore dei capelli (Udine, 1510 circa – Venezia, 1576 circa), è stato un liutista e compositore italiano, ma soprattutto un illustre mosaicista appartenente ad una famiglia di mosaicisti attivi a Venezia nel XVI secolo.

## Biografia
Apparteneva a una famiglia di mosaicisti, e fu fratello di Vincenzo Bianchini e come tale lavorò dal 1537, intervenendo anche nella basilica di San Marco a Venezia tra il 1537 e il 1576.
Insieme al fratello Vincenzo e al nipote Giovanni Antonio, Bianchini è considerato un mosaicista aderente al manierismo, che tradusse con grande capacità i cartoni dei pittori come Francesco Salviati.
Nel 1537 fu accolto tra i maestri del mosaico in San Marco assieme al pittore e mosaicista veneto Giovanni Demio.
Nel 1563 Domenico Bianchini partecipò, assieme al fratello Vincenzo ed al nipote, ad un concorso per mosaicisti indetto dalla Procuratia di San Marco, nel quale non vinse però si mise in evidenza perché «aveva più degli altri eseguito con puntualità l'invenzione»: difatti la sua opera, raffigurante San Gerolamo, fu conservata presso la sagrestia.
Nello stesso anno, Domenico Bianchini si impegnò, con altri familiari, nel processo intentato contro i fratelli Zuccato, accusati di poca correttezza tecnica, cioè di aver utilizzato il pennello per mosaici al posto delle tessere.
Questa vicenda interessò talmente la scrittrice francese George Sand, durante un suo soggiorno veneziano, da scrivere un romanzo dedicato all'argomento, intitolato Les maîtres mosaïstes (1837).
Nel 1567 Domenico Bianchini realizzò due tra i più significativi mosaici della sua carriera, su cartoni di Salviati: Cristo che risuscita il figlio della vedova di Naim e la Guarigione miracolosa della Cananea, collocati nel transetto sinistro della basilica veneziana.
Tra il 1568 e il 1571 Domenico Bianchini lavorò alla realizzazione dell'Ultima Cena nell'ordine inferiore dello stesso arcone, su cartone di Tintoretto.
Per quanto riguarda la sua attività di musicista, Antonfrancesco Doni e Girolamo Parabosco testimoniano una sua partecipazione come liutista ad un concerto nel 1544, affiancato da due cantanti, un flautista, due violisti, due cornettisti, un clavicembalista ed un violinista.
Un suo libro di composizioni per liuto pubblicato a Venezia nel 1546 e ristampato nel 1554 e 1563, fu dedicato ai "Signori Mercadanti... Allemani", appartenenti al Fondaco dei Tedeschi per i quali Bianchini aveva lavorato; altri suoi undici brani furono inseriti in un'antologia curata dal liutista Hans Gerle e pubblicata a Norimberga nel 1552.

## Opere

### Mosaici
- San Gerolamo, presso la sagrestia della basilica di San Marco a Venezia (1563);
- Cristo che risuscita il figlio della vedova di Naim, transetto sinistro di San Marco a Venezia (1567);
- Guarigione miracolosa della Cananea, transetto sinistro di San Marco a Venezia (1567);
- Ultima Cena nell'ordine inferiore del transetto sinistro di San Marco a Venezia (1571);
- Santi Processo e Martiniano, arcone di fronte all'altare della Madonna della basilica di San Marco a Venezia (1576);
- San Michele Arcangelo, di fronte all'ambone di sinistra della basilica di San Marco a Venezia (1576).